# کانوس
کانوس {{فنلاندی|Kannus) یک شهرک در فنلاند است که در اوستروبوتنیای مرکزی واقع شده‌است. جمعیت این شهرک در سال ۲۰۱۷ میلادی ۵٬۵۸۴ نفر بوده‌است.